# Sympycnus filiformis
Sympycnus filiformis är en tvåvingeart som beskrevs av Van Duzee 1929. Sympycnus filiformis ingår i släktet Sympycnus och familjen styltflugor.
Artens utbredningsområde är Guatemala. Inga underarter finns listade i Catalogue of Life.